# تپه قلعه‌جوق
تپه قلعه‌جوق مربوط به هزاره سوم قبل از میلاد است و در ۲ کیلومتری شمال سرآب واقع شده و این اثر در تاریخ ۱ فروردین ۱۳۴۷ با شمارهٔ ثبت ۷۹۳ به‌عنوان یکی از آثار ملی ایران به ثبت رسیده است.